# York (Australië)
York is een plaats in de West-Australische Wheatbelt, 97 kilometer ten oosten van Perth. Het ligt aan de oevers van de Avon en is de zetel van de Shire of York. York werd naar het district waarin het gelegen is vernoemd en het district naar Frederik van York.

## Geschiedenis
Voor de Europese kolonisatie leefde het Ballardong Nyungahvolk in het gebied. Door de groeiende bevolking in de kolonie aan de rivier de Swan gingen de Europeanen op zoek naar geschikte gronden om voedsel te produceren. De 20-jarige officier Robert Dale van het 63e Regiment leidde de eerste expeditie over de Darling Scarp tijdens de wintermaanden van 1830. Het gebied zou later bekend komen te staan als Avon Valley. Hij keerde terug met een rapport over "parkachtige gebieden met verspreide bomen". Na een tweede expeditie concludeerde Sir James Stirling dat er 2590 km² van "het best denkbare schapenland" leek te liggen. 

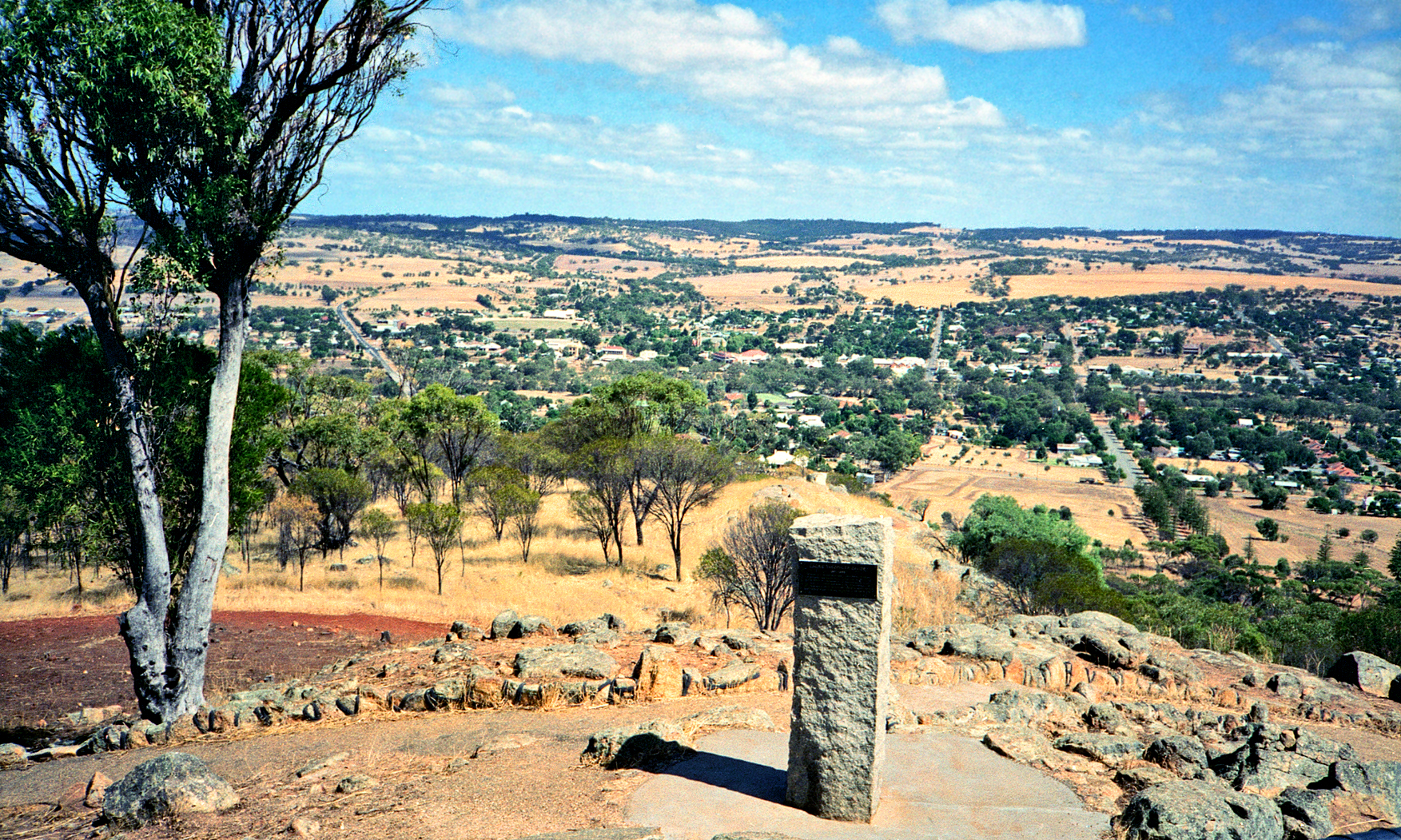
York vanop Mt Brown

Tegen december 1830 werd meer dan 100.000 hectare grondgebied toegewezen aan kolonisten en in januari 1831 32.000 hectare. Tegen eind 1831 werd nog 2440 hectare in kleinere kavels ingenomen. Op 16 september bereikte Dale met een eerste groep kolonisten de Avon vallei. Ze begonnen onmiddellijk met de bouw van hutten, de voorbereidingen nodig voor houden van hun veestapel en het verbouwen van de grond. Dale stelde een gebied drie kilometer ten zuiden van de top van Mt Bakewell voor als locatie voor een toekomstig dorp.
In september 1833 werd een garnizoen van 8 soldaten van het 21st North British Fusiliers gestationeerd in York. De regels en voorschriften voor de toewijzing van de dorpskavels in York werden in september 1834 bekendgemaakt en de kavels werden vanaf juli 1835 te koop aangeboden. Pas in 1836 begon een dorp zichtbaar te worden. In juli 1836 bestond York uit twee huizen, een schuur, een legerbarak en enkele schijthuizen met ongeveer 20 hectare geklaard grondgebied.
Revett Henry Bland vestigde zich in 1834 in York als Resident Magistrate (RM). Hij kocht een kavel van 20 hectare ten zuiden van het dorp en een grotere kavel waar hij een boerderij oprichtte. Die noemde hij Balladong naar de oorspronkelijke bewoners van het gebied, het Ballardong volk. Dit gebied werd later Bland Town of Bland's Town genoemd.
In 1836 arriveerde John Henry Monger Snr in York. Hij kocht de grond waarop het eerste Vitselstek-huis van York was gebouwd van Bland en diens zakenpartner Arthur Trimmer voor 100 pond. Monger opende begin 1837 een hotel. In 1842 bouwde hij aan de overkant een laag lang gebouw als winkel. Elke drie maanden reisden zijn wagens naar Perth of Guildford om benodigdheden.
In 1837 werd een kazerne en gevangenis gebouwd op wat later het York Police Station, Courthouse and Gaol Complex  zou gaan heten. In 1841 volgde politiestallen en in 1842 een gerechtsgebouw. Geen van die gebouwen bestaan nog. De gebouwen vanaf de Convict Era (jaren 1850) staan er wel allemaal nog. In 1852 werd een gevangenencomplex gebouwd en in 1859 werd een nieuw gerechtsgebouw gezet. In 1864 werd een Trooper's Cottage gebouwd met nieuwe stallen. In 1867 werd een oefenveld aangelegd. Het gerechtsgebouw uit 1859 werd in 1874 vernieuwd. In 1895 kwam er een nieuw gerechtsgebouw. In 1903 kwamen er nieuwe kwartieren voor de cipiers. Een nieuw politiekantoor werd in 1908 gebouwd. Het complex werd tot 1981 gebruikt door politie en gerecht. Het hele complex werd daarna gerenoveerd en overgenomen door de National Trust. Het Tourist Office York vond er onderdak tot het in de Town Hall gevestigd werd. Sindsdien is het complex een museum over de geschiedenis van politie en gerecht tijdens de kolonisatie.

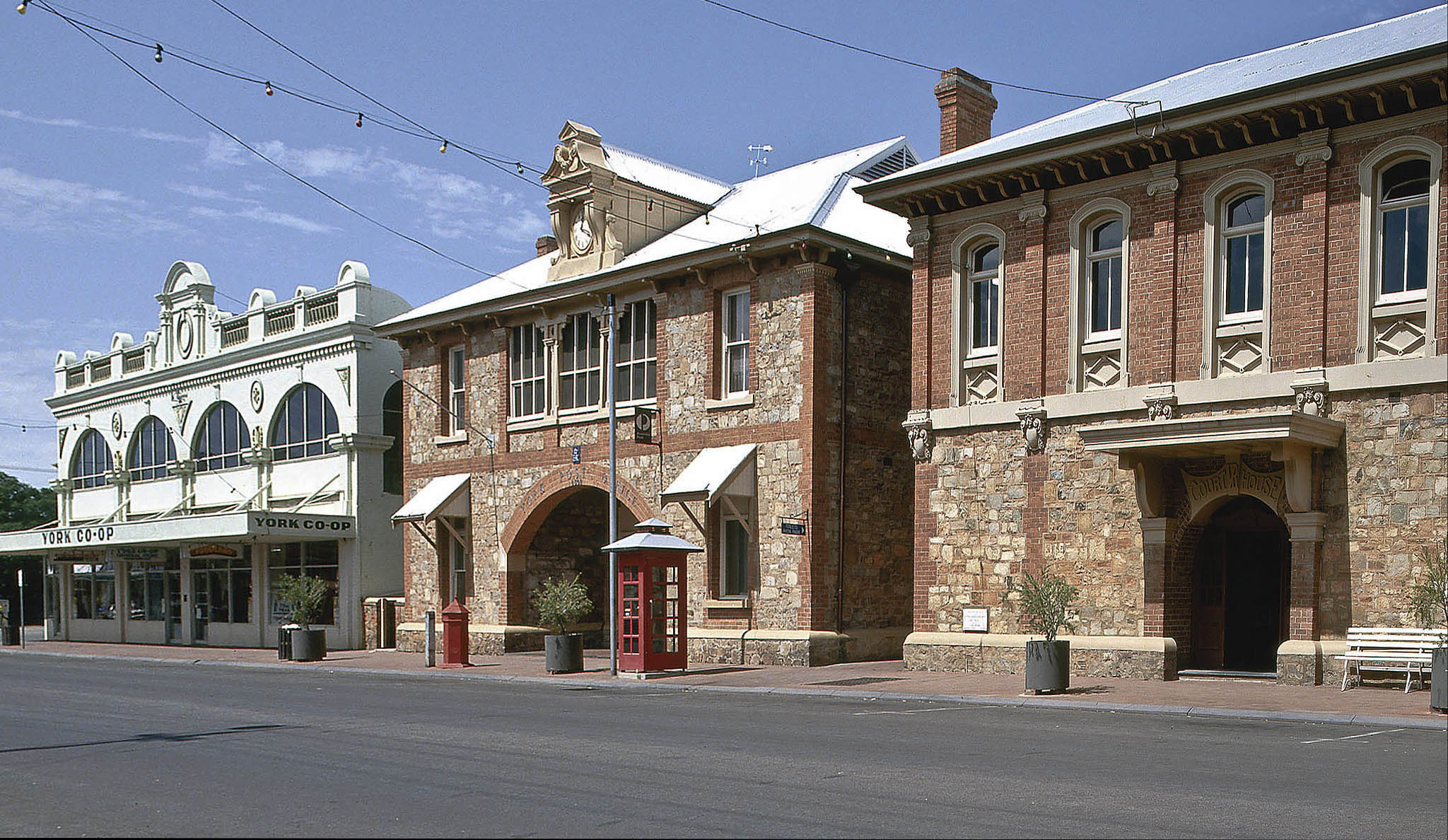
Co-op, postkantoor en gerechtsgebouw

Vanaf 1839 werden er postdiensten geleverd in York. Van 1840 tot 1850 bij timmerman T.B. Wall. Daarna door schoolmeester G. Teede. In 1866 noopte een groeiende bevolking tot de bouw van het eerste postkantoor, de York Post Office. In 1872 werd het een post en telegraafkantoor. Het oude postkantoor werd in 1893 vervangen door een nieuw postkantoor. De handbediende telefooncentrale bleef tot 1981 in dienst. Het postkantoor is nog steeds in gebruik en in de 21e eeuw werd de grote klok, die reeds 30 jaar defect was, hersteld.
De York Agricultural Society werd in 1840 opgericht en won snel aan belang. Het houdt nog steeds elk jaar zijn show. In 1843 werd de York Racing Club gesticht. Beiden bestaan tegenwoordig nog.
In het oogstseizoen was het moeilijk om genoeg landarbeiders te vinden. Een sandelhout boom deed het dorpje groeien. Op vraag van de invloedrijke York Agricultural Society werden vanaf 1851 gevangenen naar de kolonie getransporteerd en ingezet om het tekort aan landarbeiders te verhelpen. Als Ticket-of-Leave mannen bouwden ze veel van de allereerste gebouwen.
Solomon Cook bouwde in 1852 een stoommachine om zijn meelmolen aan te drijven. Dit leidde tot de bloei van door stoomkracht aangedreven meelmolens in het dorp. York werd  in 1885 aangesloten op een spoorweg naar Perth en Fremantle en kreeg een spoorwegstation. Het werd ontworpen door George Temple-Poole in de Federation Arts and Crafts-stijl. Na de vondst van goud in 1887 in Yilgarn was het druk in het dorp door al de goudzoekers die er van de trein kwamen en op weg gingen naar de goudvelden. Het station van York zou nog tot 1987 bediend worden waarna het onder meer een museum werd.
In 1896 werd een ziekenhuis gebouwd met een lijkenhuis, een wasserij en kwartieren voor de verpleegsters, naast een gebouw uit de jaren 1850 dat reeds als materniteitskliniek dienst deed. De materniteitskliniek zou nog tot begin jaren 1940 in werking blijven. Daarna werd het nog voor uiteenlopende zaken gebruikt door het hospitaal. Vanaf 1972 werd het een streekmuseum. Het hospitaal bleef nog in werking tot begin jaren 1960 waarna elders een nieuw werd gebouwd. Het oude hospitaal werd eerst een jeugdcentrum van de Methodist Church. In 1976 kwam het in handen van de National Trust of Australia. Die verhuurde het aan het Youth Community Recreation and National Fitness Council of Western Australia tot 1995.

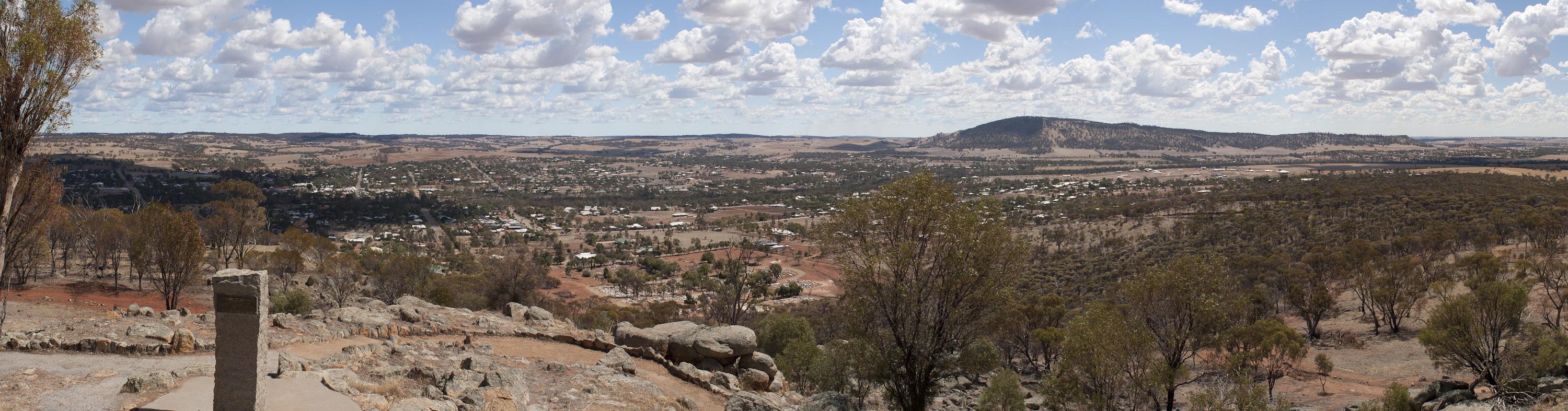
York vanop Mount Brown

## Toerisme
York was het eerste officiële inlandse dorp in West-Australië. Het kreeg de titel Historical Town van de National Trust of Australia. Rekening houdend met de grootte van het dorp staan er het hoogste aantal historische gebouwen van West-Australië. De hoofdstraat, Avon Terrace, met de imposante Town Hall die gebouwd werd in 1911, is nog zo goed als niet veranderd sinds dat jaar.
Samen met zijn gehucht Bland's Town heeft York gebouwen uit alle perioden uit de kolonisatie, de eerste kolonisten (jaren 1830 en 1840), de convict period (jaren 1850 en 1860), de Gold Rush (1887-1900) en de federatie-boom uitmondend in de York Town Hall (1911). Meer dan 200 historische gebouwen of sites in York staan als erfgoed geregistreerd. Veel van de gebouwen werden gerestaureerd. Sommigen zoals het postkantoor en een bankgebouw worden nog steeds gebruikt voor het doel waarvoor ze gebouwd zijn. Andere gebouwen zoals de basisschool hebben met succes andere functies gekregen.
- Mount Brown Lookout ligt 342 meter boven zeeniveau. Men kan er York en de wijde omgeving aanschouwen. Er is een picknickarea met gratis gasbarbecue.[9]
- De Swinging Bridge werd voor het eerst gebouwd in 1888. In 1896 werd een nieuwe langere brug gebouwd op de huidige locatie. De brug is wel reeds een aantal keren gerestaureerd of vervangen geweest na schade door vloedwaters.[9]
- In het York Courthouse Complex zijn twee rechtszalen, een politiestation, soldatenkwartieren, stallen en een oefenterrein uit de koloniale periode te bezichtigen.[9]
- Het Residency Museum is een streekmuseum.[9]
- Old Sandalwood Yards & Tipperary School Museum.[9]
- Sinds 1979 toont het York Motor Museum een collectie wagens en motoren.[10]

## Transport
De Great Southern Highway begint in York. De GS2 en de GE2-busdiensten van Transwa doen York aan.
York heeft een luchthaven: York Airport (ICAO: YYRK).
De spoorweg die door York loopt maakt deel uit van het goederenspoorwegnetwerk van Arc Infrastructure. Er rijden geen reizigerstreinen.

## Klimaat
York kent een mediterraan klimaat met droge warme zomers en koele vochtige winters. Het waarnemingsstation van het Bureau of Meteorology (BOM) bevond zich van 1880 tot 1996 in het postkantoor.
| Maand                                  | jan  | feb  | mrt  | apr  | mei  | jun  | jul  | aug  | sep  | okt  | nov  | dec  | Jaar  |
| -------------------------------------- | ---- | ---- | ---- | ---- | ---- | ---- | ---- | ---- | ---- | ---- | ---- | ---- | ----- |
| Hoogste maximum (°C)                   | 46,6 | 47,4 | 43,4 | 39,0 | 34,4 | 25,6 | 25,4 | 27,9 | 33,7 | 40,0 | 42,3 | 45,5 | 47,4  |
| Gemiddeld maximum (°C)                 | 33,6 | 32,9 | 30,0 | 25,5 | 20,6 | 17,4 | 16,4 | 17,5 | 20,1 | 23,4 | 27,9 | 31,5 | 24,7  |
| Gemiddeld minimum (°C)                 | 16,6 | 16,7 | 14,8 | 11,3 | 8,0  | 6,4  | 5,3  | 5,4  | 6,5  | 8,4  | 12,0 | 14,9 | 10,5  |
| Laagste minimum (°C)                   | 7,4  | 6,8  | 3,2  | 0,6  | −3,2 | −4,0 | −5,2 | −3,0 | −2,2 | 0,0  | 0,4  | 2,7  | −5,2  |
|                                        |      |      |      |      |      |      |      |      |      |      |      |      |       |
| Neerslag (mm)                          | 9,5  | 14,6 | 16,8 | 24,1 | 60,5 | 87,9 | 85,5 | 65,9 | 37,4 | 25,5 | 12,6 | 10,1 | 450,4 |
| Regendagen (dag)                       | 1,4  | 2,2  | 2,7  | 5,8  | 9,9  | 14,6 | 15,3 | 13,1 | 10,0 | 6,4  | 4,2  | 2,1  | 87,7  |
| Bron: Australian Bureau of Meteorology |      |      |      |      |      |      |      |      |      |      |      |      |       |

## Historische gebouwen in York

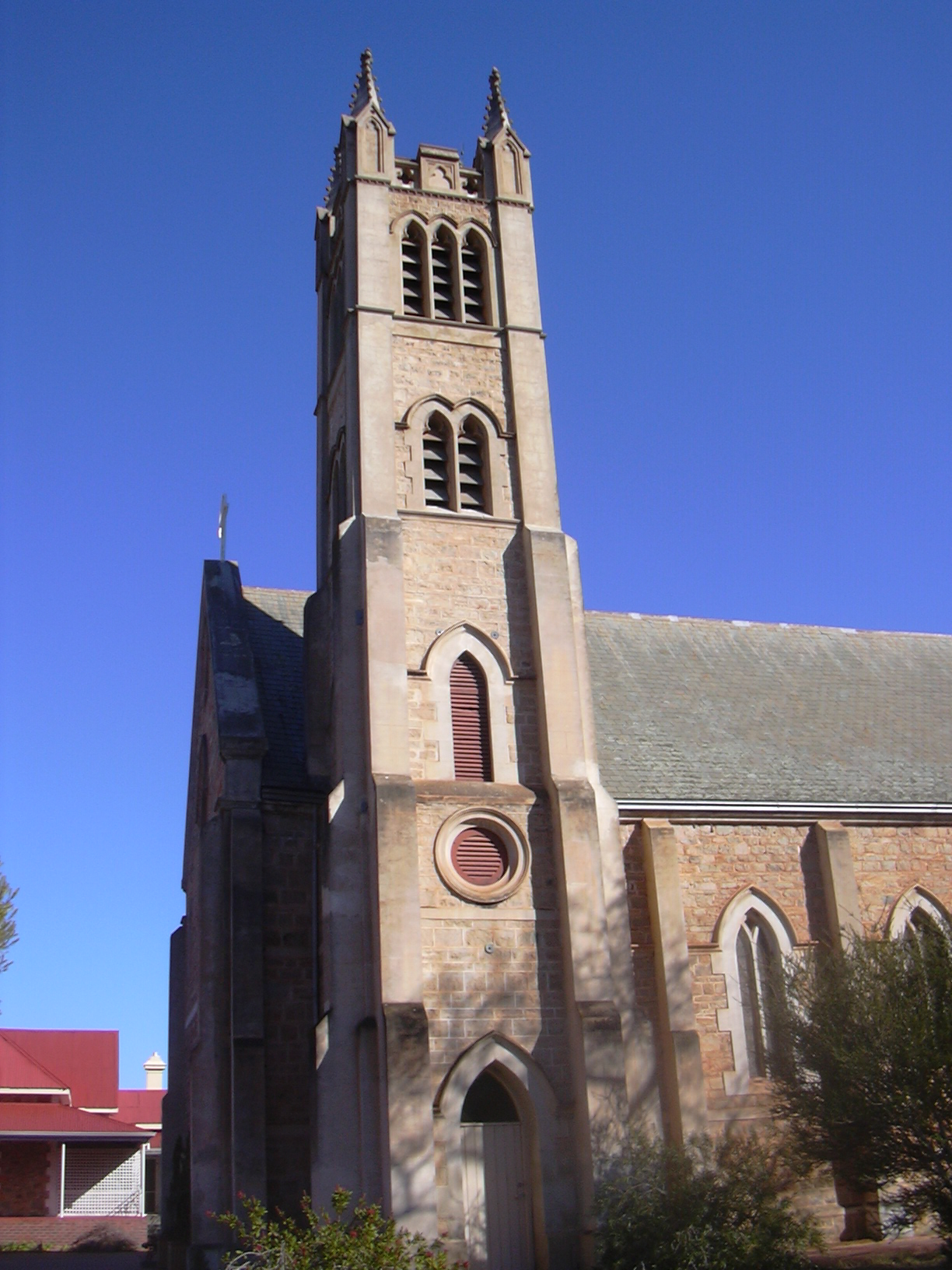
St Patrick's Church
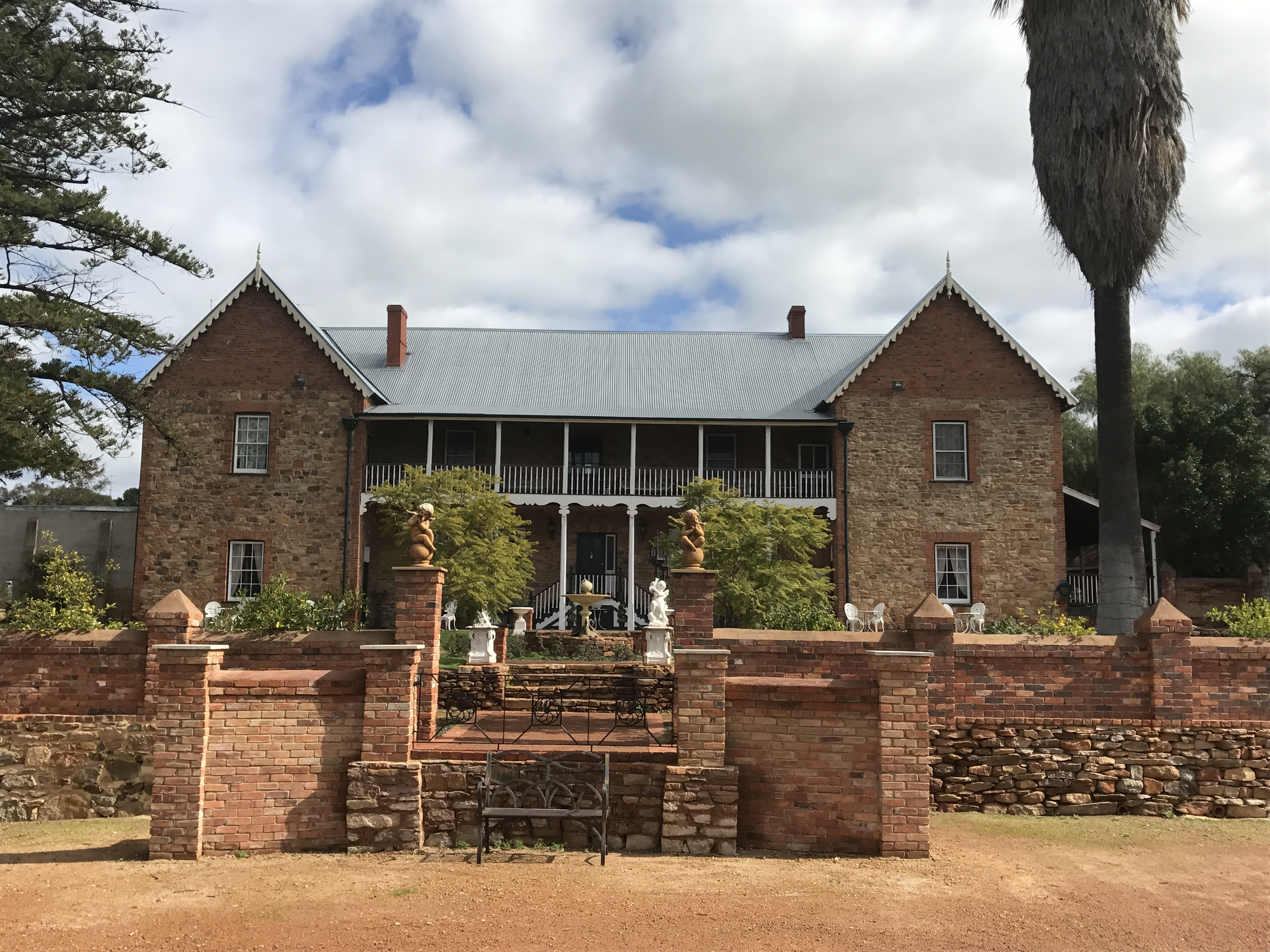
Faversham House
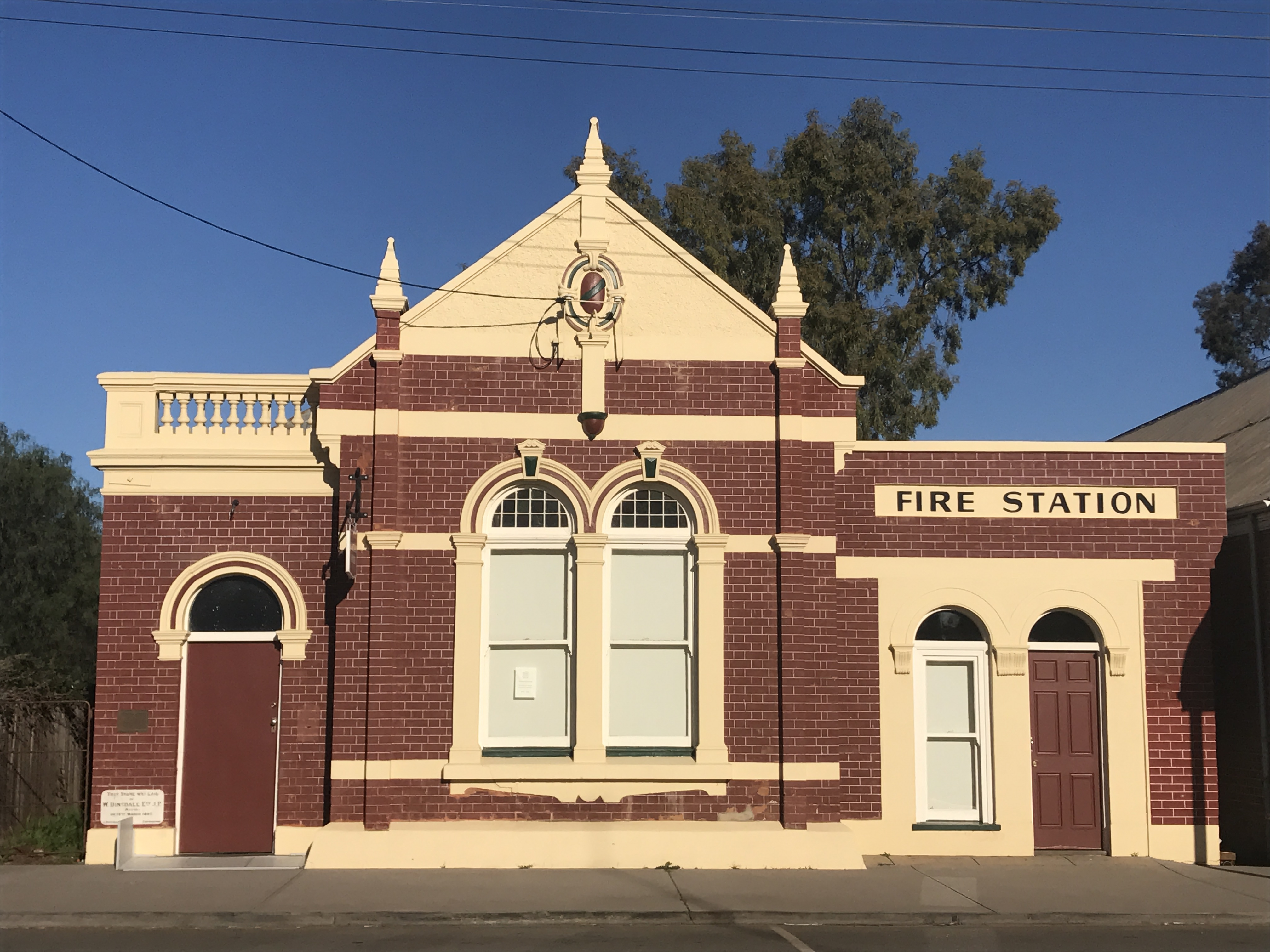
York Fire Station
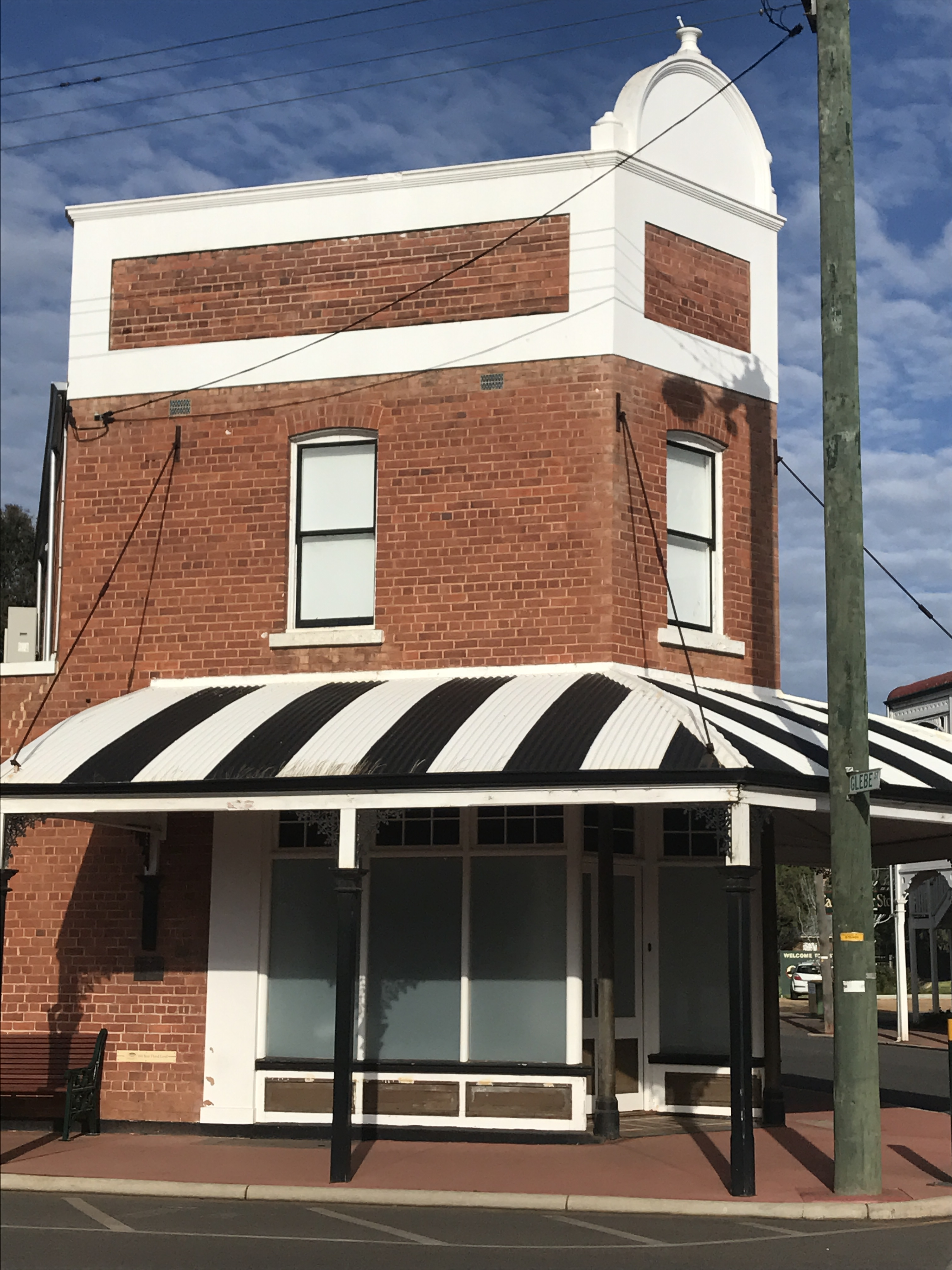
Sargent's Pharmacy
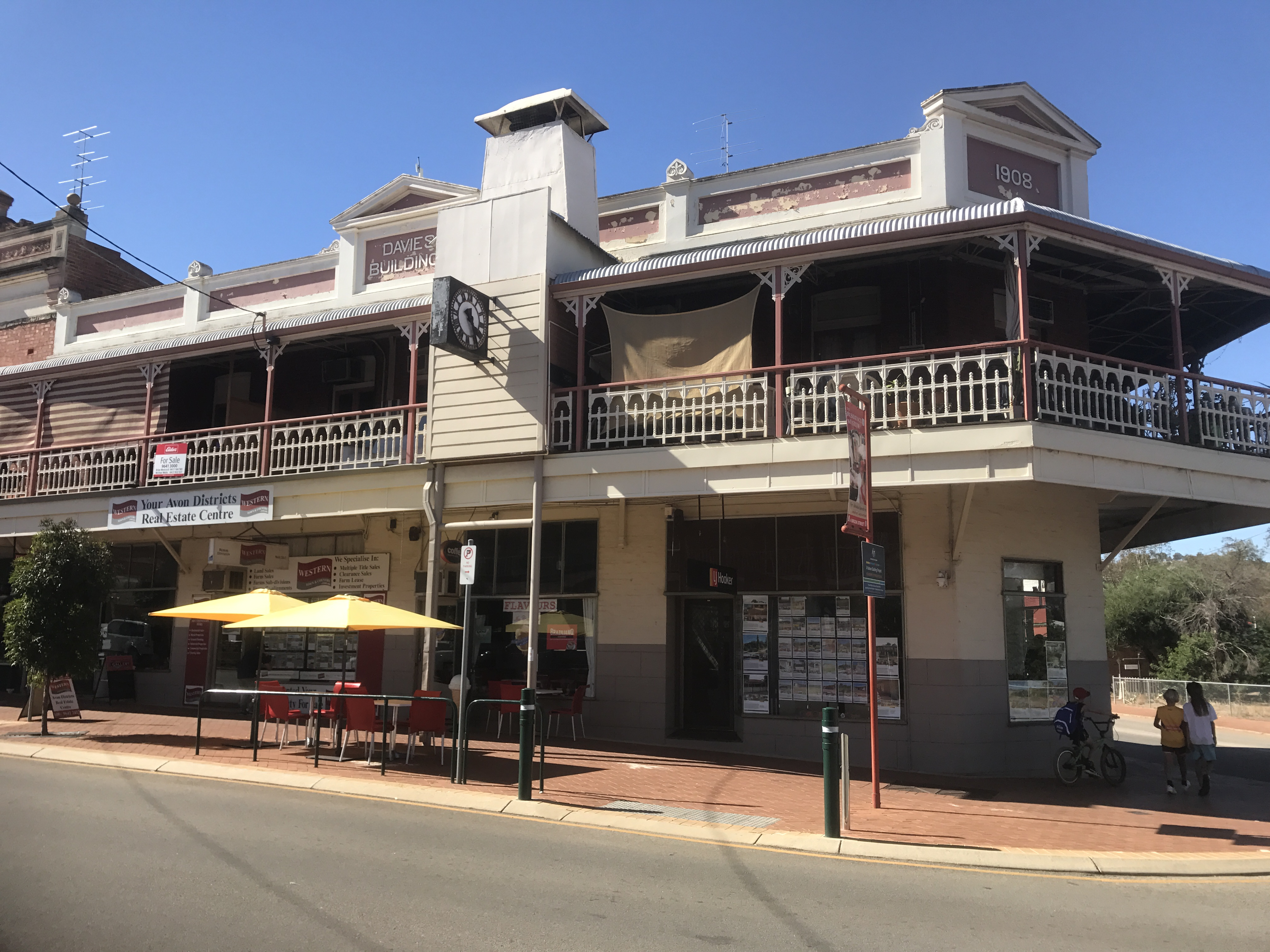
Davies Buildings
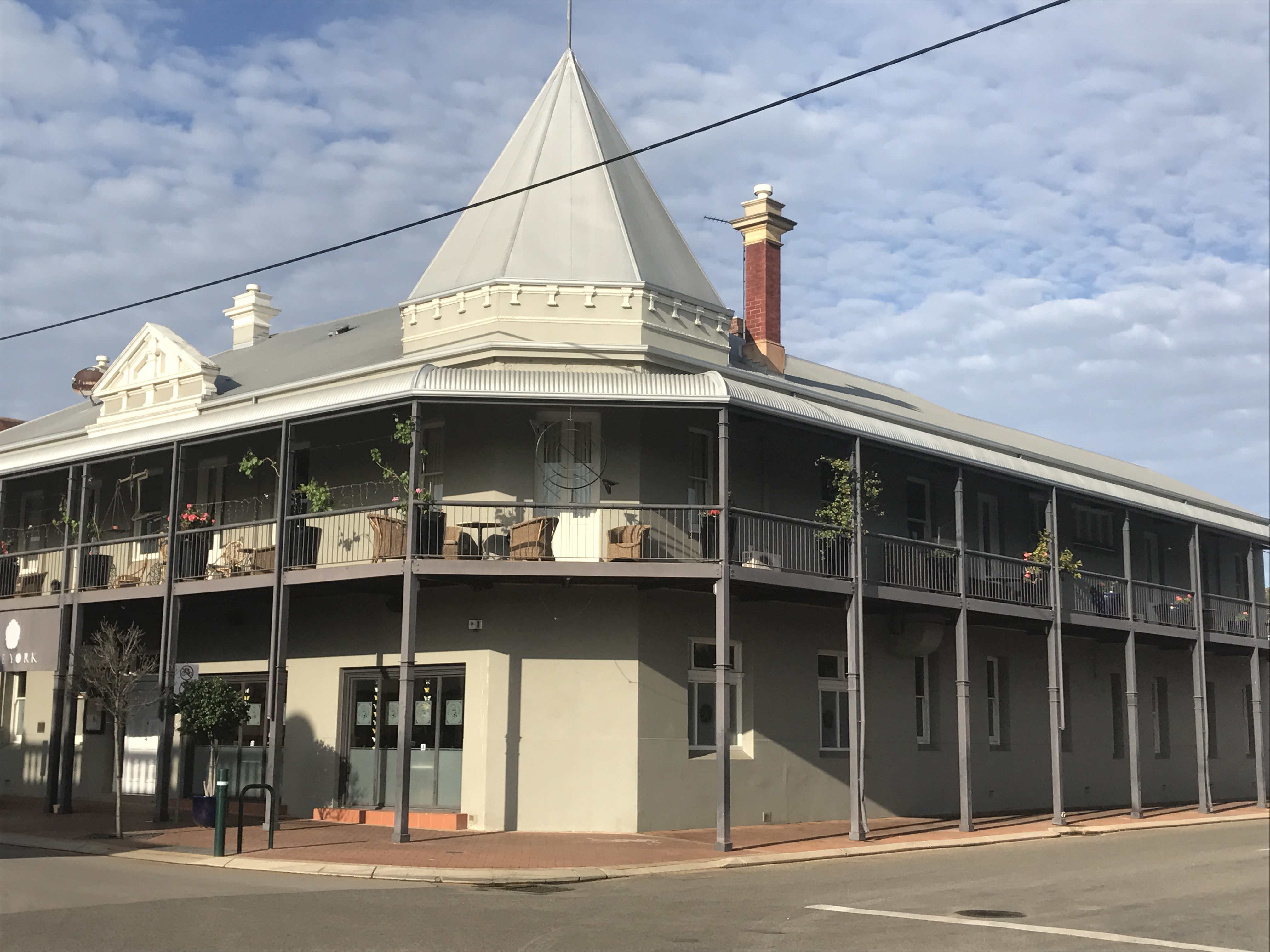
York Palace Hotel
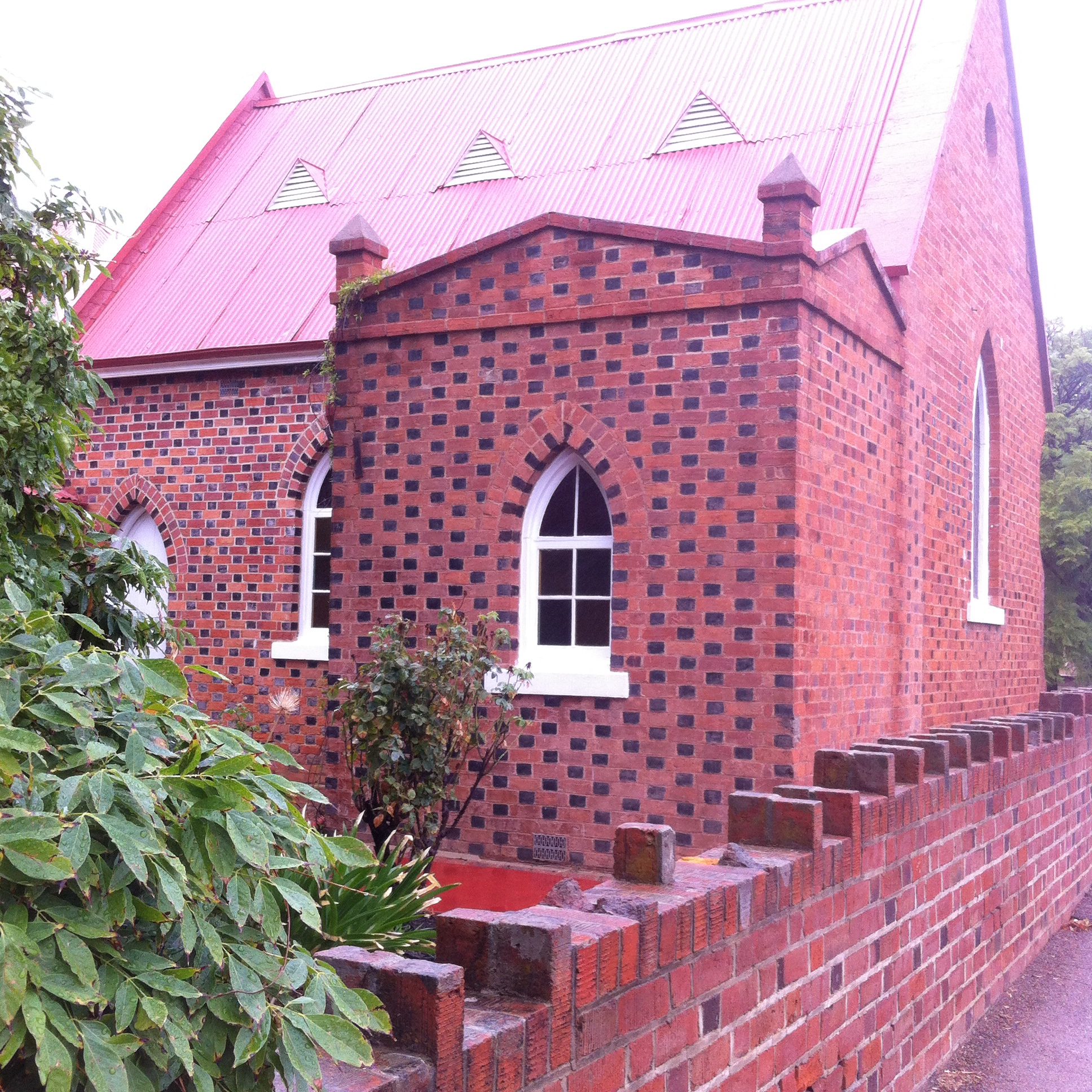
Sisters of Mercy Convent
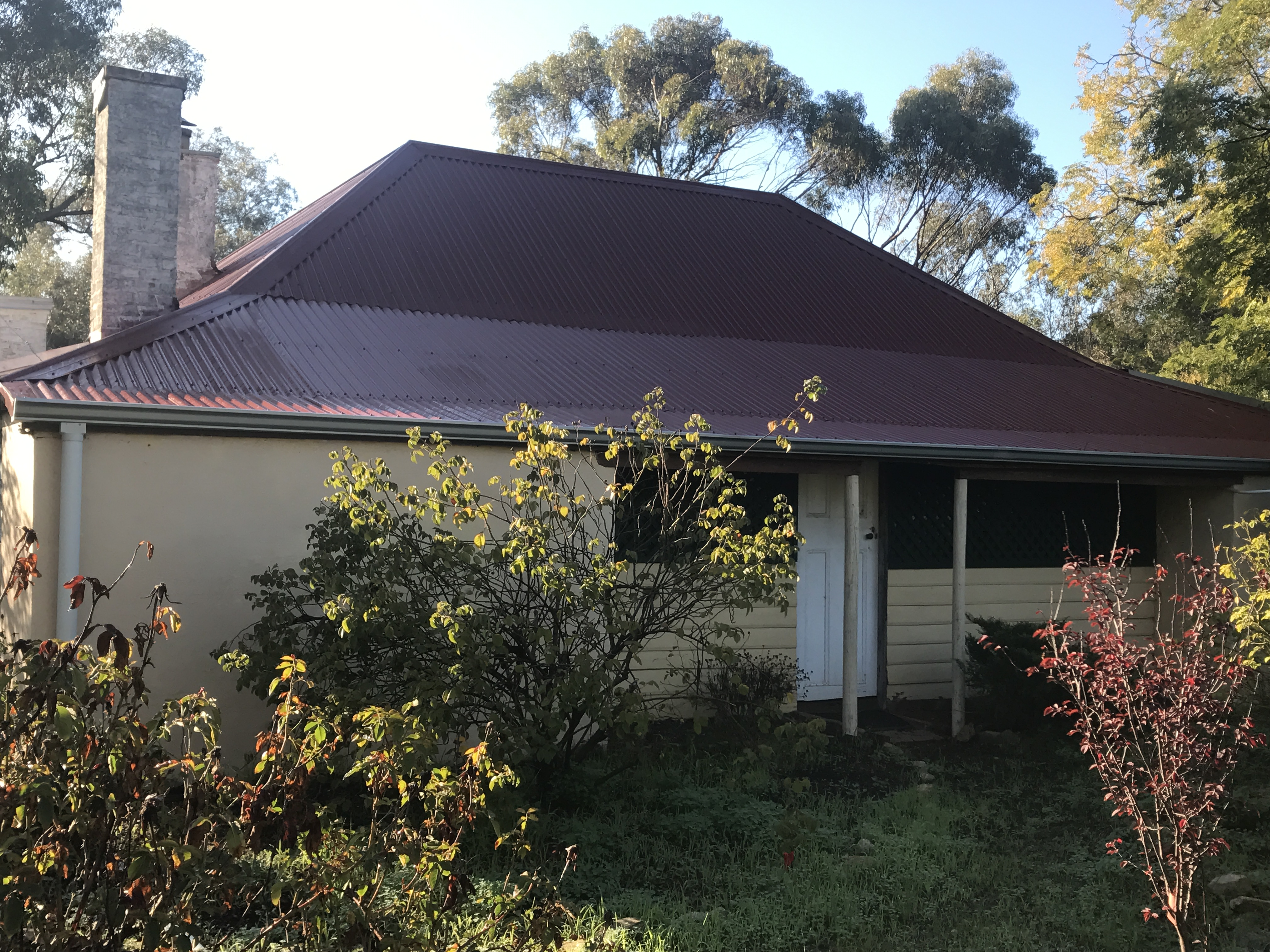
Eliza's Cottage

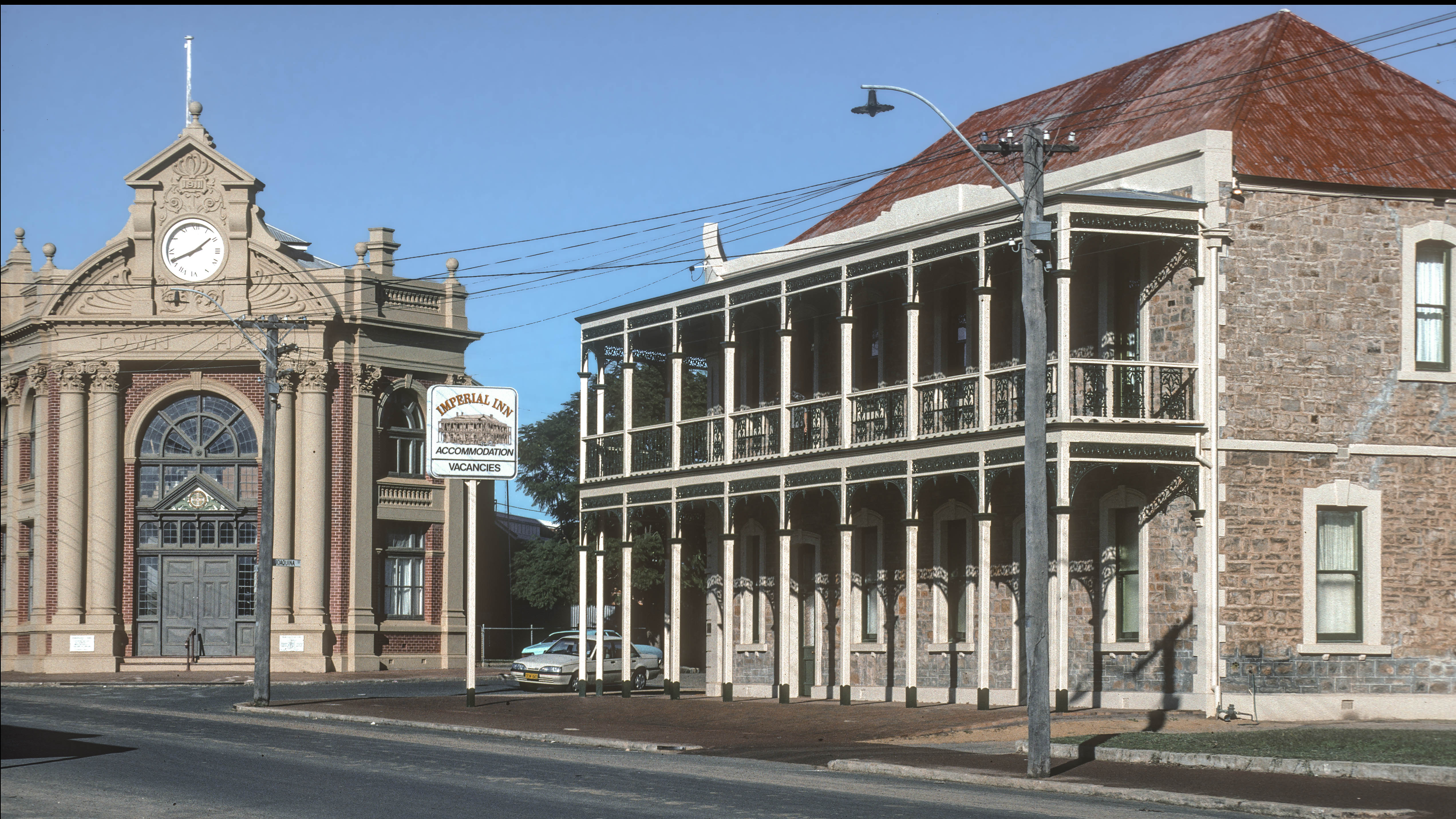
York Town Hall
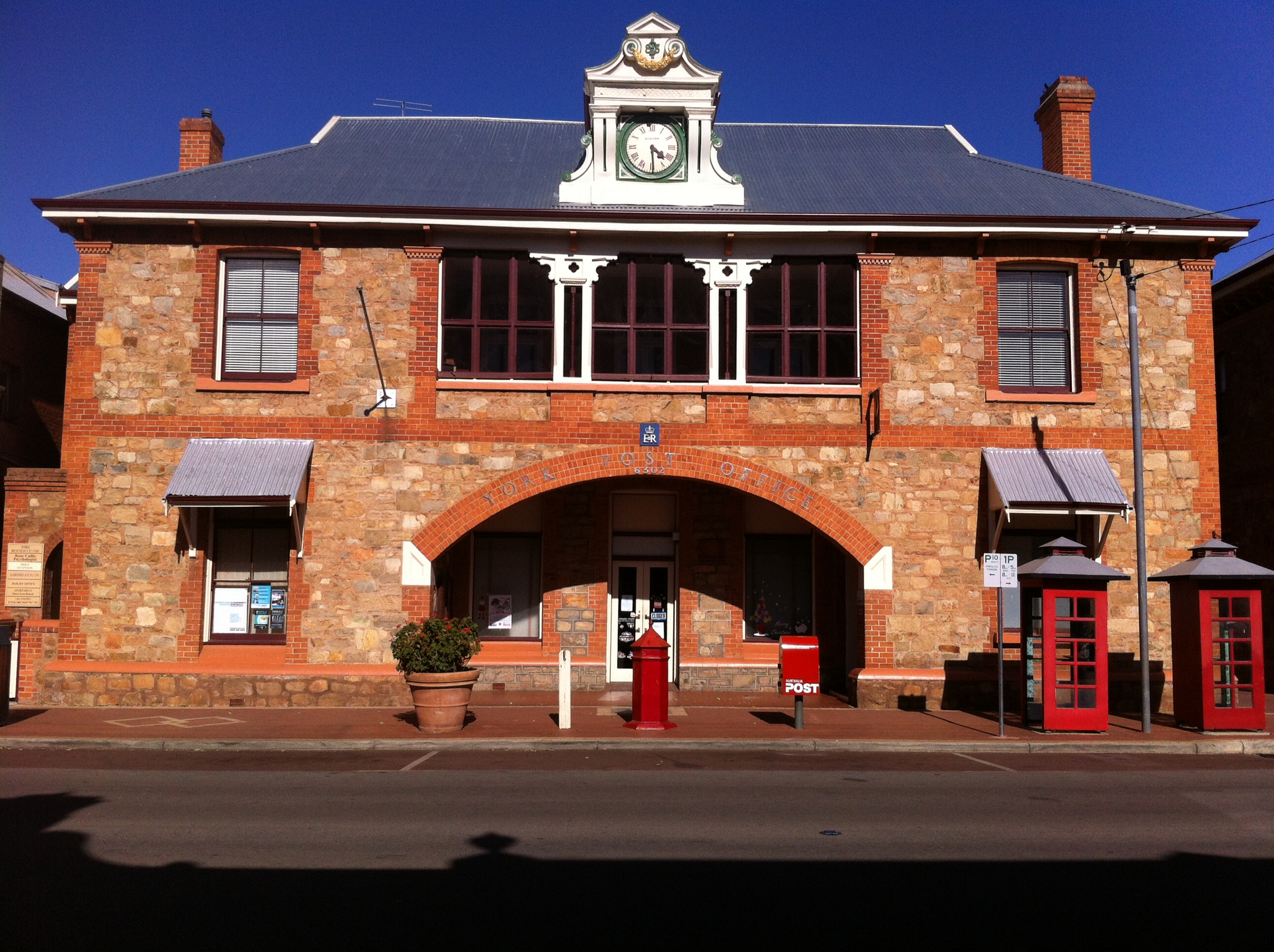
York Post Office
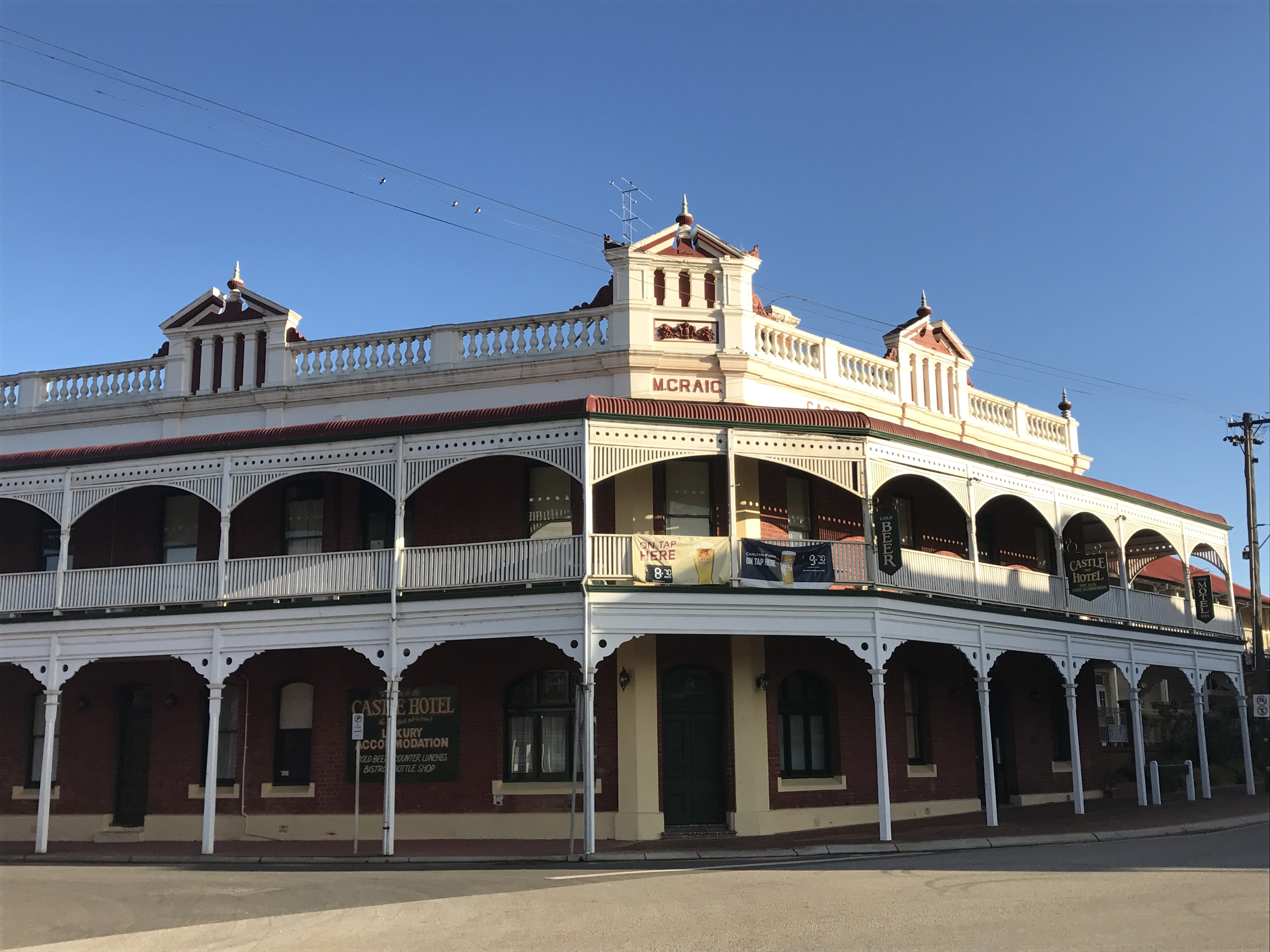
Castle Hotel
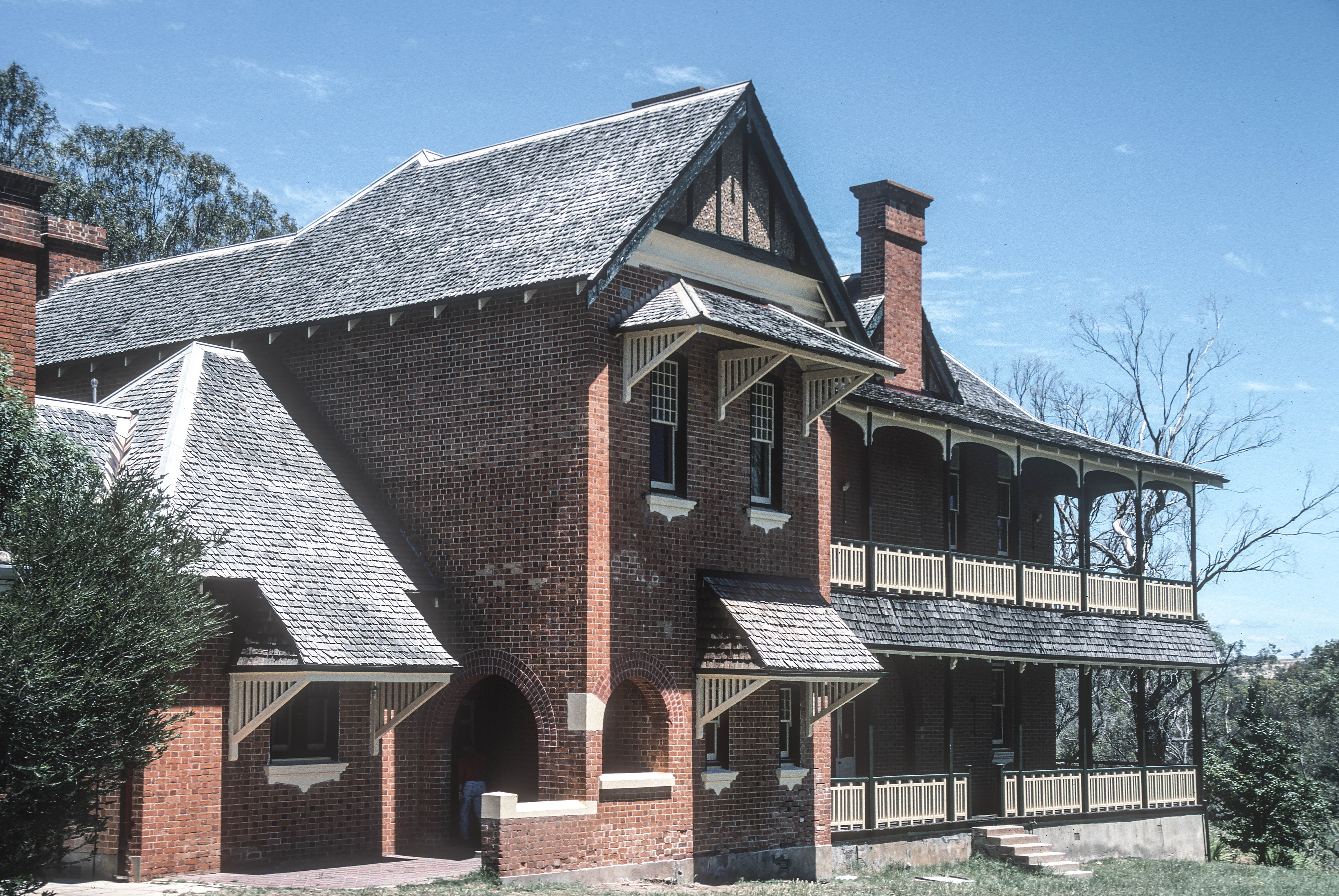
York Hospital
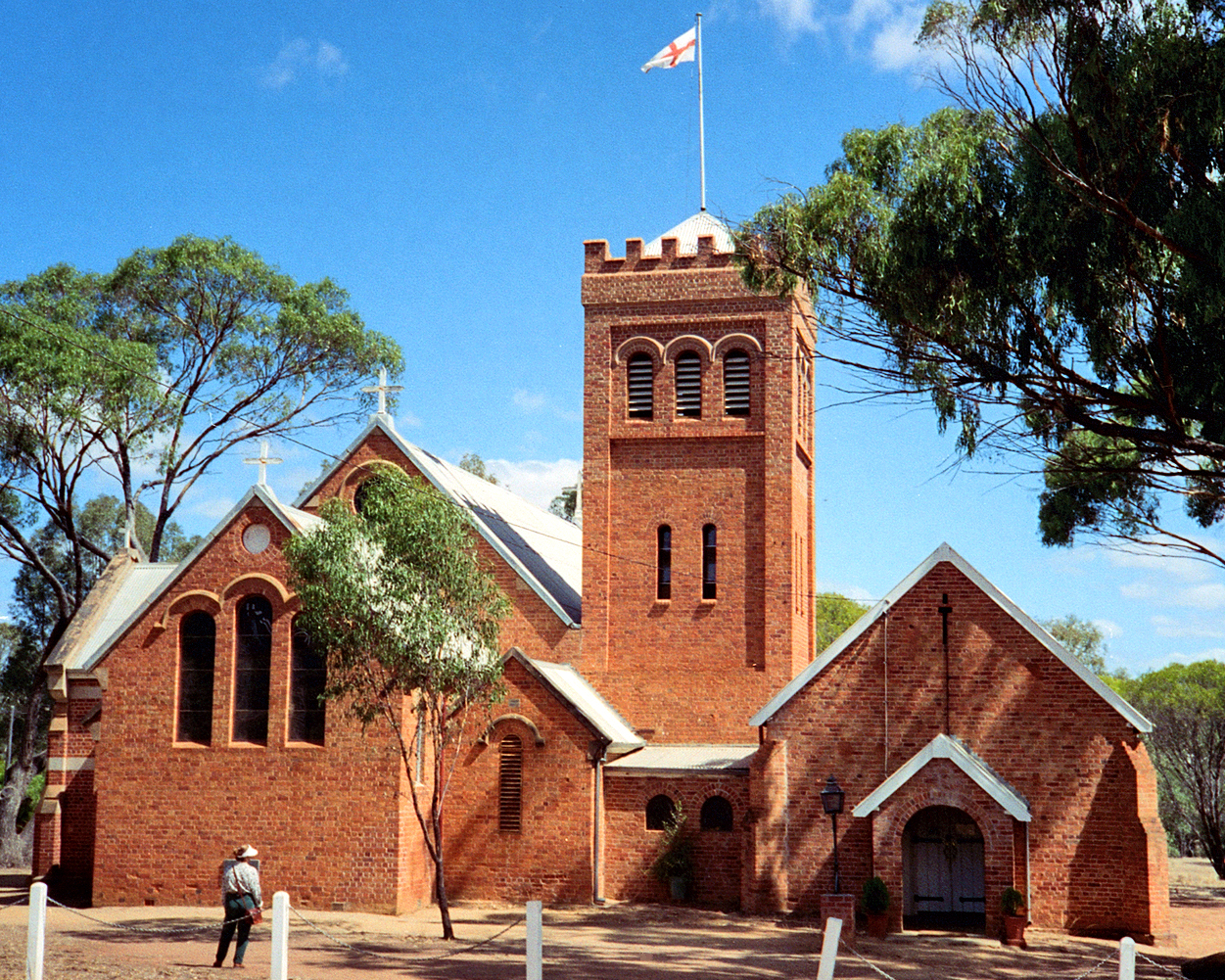
Holy Trinity Church
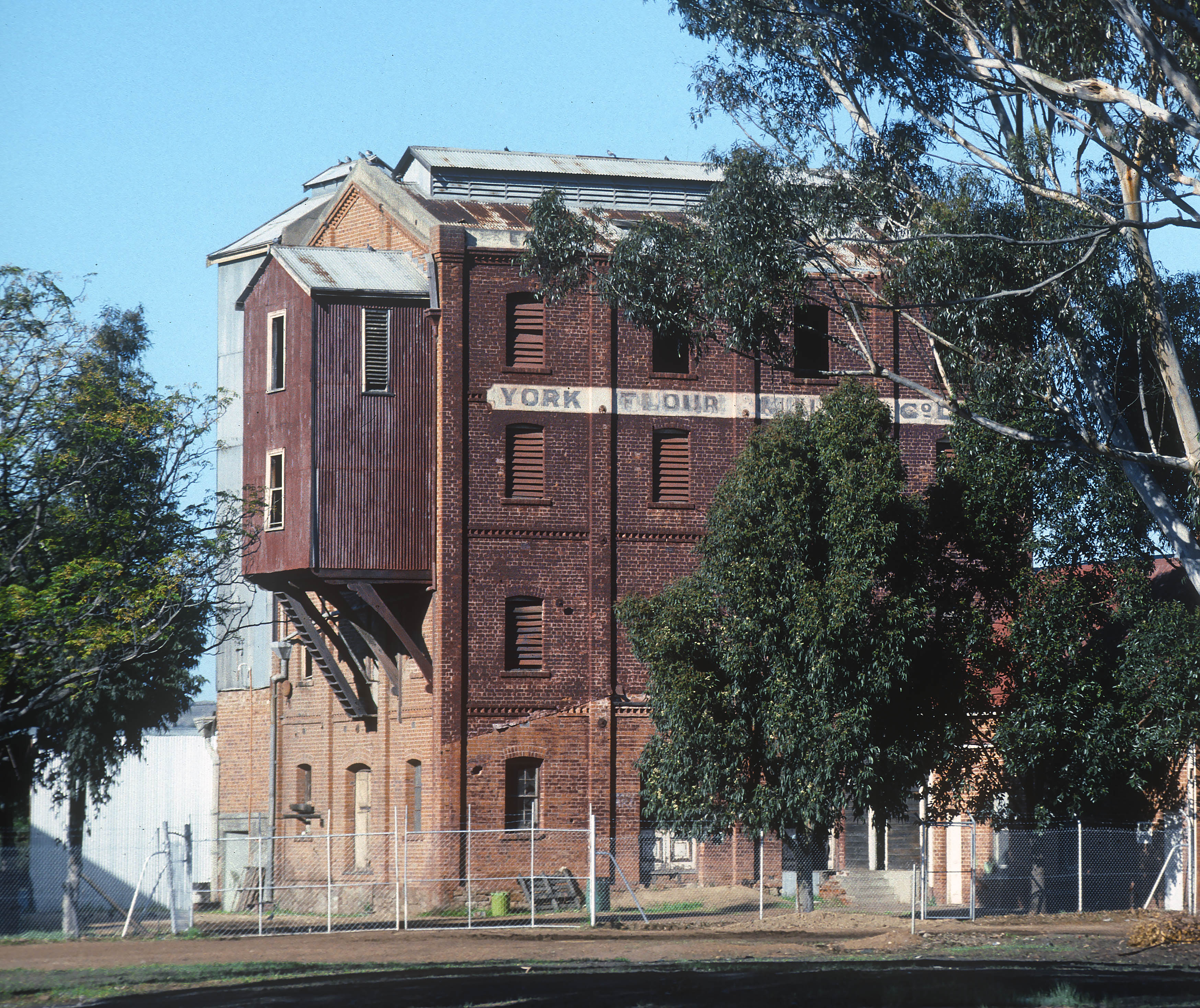
York Flour Mill
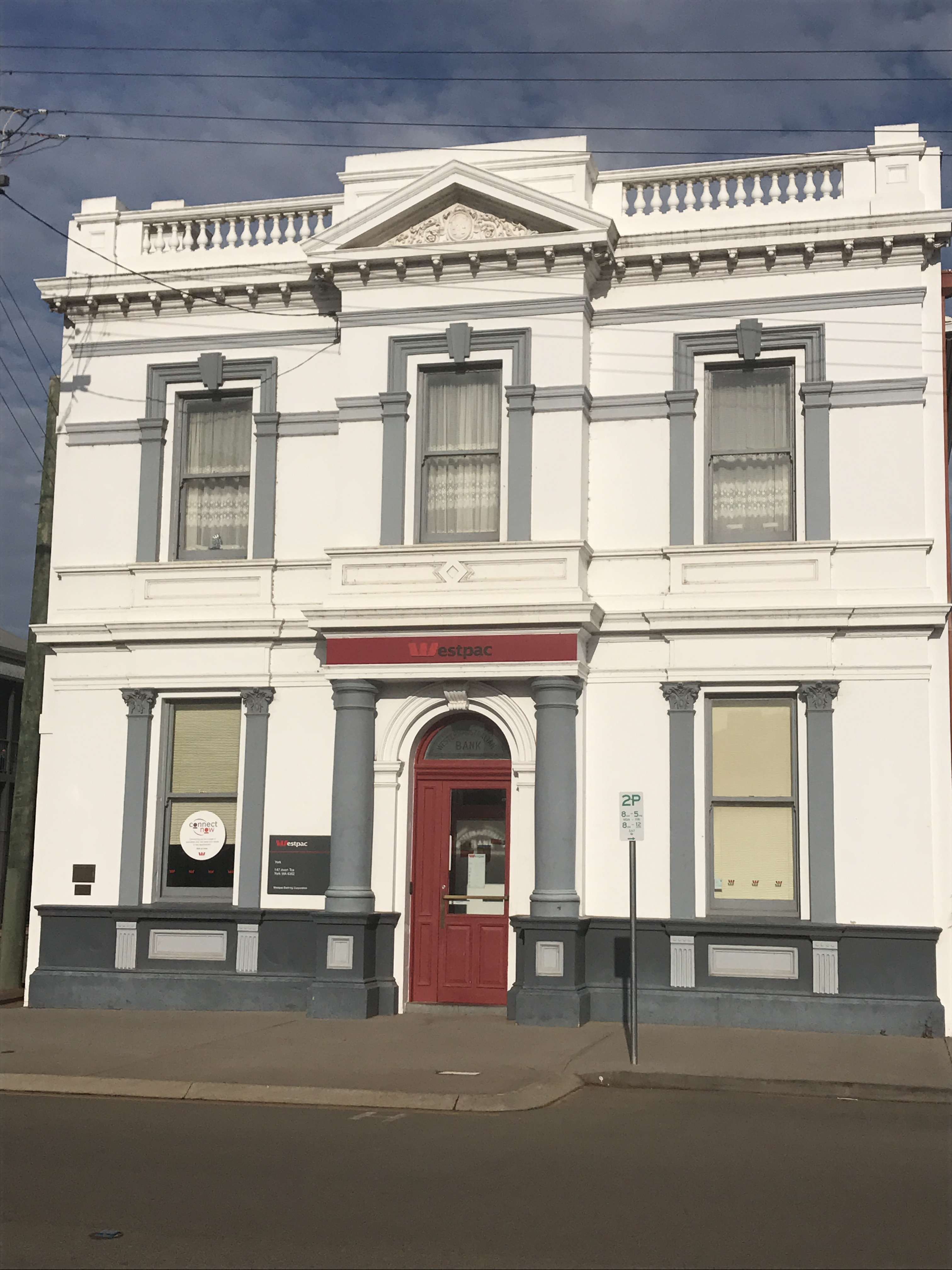
Western Australian Bank

Aldersyde · Amery · Ardath · Arthur River · Baandee · Babakin · Badgingarra · Badjaling · Bailup · Bakers Hill · Balkuling · Ballaying · Ballidu · Beacon · Beenong · Beermullah · Bejoording · Belka · Bencubbin · Bendering · Benjaberring · Beverley · Bilbarin · Bindi Bindi · Bindoon · Bodallin · Bolgart · Bonnie Rock · Boolading · Booraan · Brookton · Bruce Rock · Bullaring · Bullfinch · Bulyee · Bungulla · Buntine · Burakin · Burracoppin · Cadoux · Calingiri · Campion · Caraban · Carrabin · Cataby · Cervantes · Chandler · Chittering · Clackline · Cold Harbour · Congelin · Coomberdale · Copley · Corrigin · Cowcowing · Crossman · Cuballing · Culbin · Cunderdin · Dalwallinu · Dandaragan · Dangin · Darkan · Dattening · Dongolocking · Doodlakine · Dowerin · Dudinin · Dumbleyung · Duranillin · Dwarda · Ejanding · Elabbin · Erikin · Gabbin · Gingin · Goomalling ·  Grass Valley · Greenhills · Guilderton · Gwambygine · Harrismith · Highbury · Hines Hill · Holt Rock · Hyden · Jelcobine · Jennacubbine · Jennapullin · Jitarning · Jurien Bay · Kalannie · Karlgarin · Kellerberrin · Kondinin · Kondut · Koojan · Koolyanobbing · Koorda · Korbel · Korrelocking · Kukerin · Kulin · Kulja · Kulyaling · Kunjin · Kununoppin · Kweda · Kwelkan · Kwolyin · Lancelin · Lake Brown · Lake Grace · Lake King · Ledge Point · Manmanning · Marvel Loch · Meckering · Meenaar · Merredin · Miling · Minnivale · Mogumber · Mokine · Moodiarrup · Mooliabeenee · Moora · Moorine Rock · Moorumbine · Moulyinning · Mount Hardey · Mount Kokeby · Mount Walker · Muchea · Mukinbudin · Muntadgin · Nalya · Nangeenan · Narembeen · Narrogin · New Norcia · Newdegate · Nilgen · Nokaning · North Bannister · Northam · Nukarni · Nungarin · Pantapin · Piawaning · Piesseville · Pingaring · Pingelly · Pithara · Popanyinning · Quairading · Quindanning · Regans Ford · Seabird · Shackleton · Southern Cross · Spencers Brook · Tammin · Tincurrin · Toodyay · Trayning · Varley · Wagin · Walebing · Walgoolan · Wandering · Wannamal · Watheroo · Welbungin · West Dale · West Toodyay · Westonia · Wialki · Wickepin · Wilbinga · Williams · Wongan Hills · Woodridge · Wubin · Wundowie · Wyalkatchem · Yealering · Yelbeni · Yellowdine · Yilliminning · Yerecoin · York · Yorkrakine · Yornaning · Yoting · Youndegin